# 明德義塾中學校及高等學校
明德義塾中學校及高等學校是位於日本高知縣須崎市的私立完全中學。
校本部所在的堂之浦校區位於須崎市東部橫浪半島與土佐市交界處，在往東兩公里的土佐市內還設有以國際學程為主的龍國際校區。
學校成立於1973年，最初為中學校名為「明德中學校」，名稱「明德」取自中國儒學經典「四書」《大學》中的「大學之道，在明明德；」。1976年隨著中學校第一屆學生的畢業設立了高等學校，成為「明德中學及高等學校」，1984年再更名為「明德義塾中學校及高等學校」。
自1991年開始設立國際班，大量招生來自日本以外的學生，目前外籍學生人數占全校學生的三分之一。
此外該校也大量自國外招生體育專長學生，2000年代在日本職業運動中活耀的足球選手三都主和相撲力士朝青龍明德都是該校分別赴巴西和蒙古招收的學生。